# Associazione Sportiva Canicattì 1984-1985
Questa voce raccoglie le informazioni riguardanti  l'Associazione Sportiva Canicattì nelle competizioni ufficiali della stagione 1984-1985.

## Rosa
| N. |                   | Ruolo | Calciatore           |
| -- | ----------------- | ----- | -------------------- |
|    | Italia (bandiera) | C     | Antonio Aleo         |
|    | Italia (bandiera) | P     | Claudio Barbieri     |
|    | Italia (bandiera) | A     | Salvatore Barone     |
|    | Italia (bandiera) | C     | Tommaso Benigno      |
|    | Italia (bandiera) | D     | Lorenzo Cassia       |
|    | Italia (bandiera) | P     | Aniello D'Alessandro |
|    | Italia (bandiera) | C     | Ignazio Di Stefano   |
|    | Italia (bandiera) | A     | Salvatore Esposito   |
|    | Italia (bandiera) | D     | Faustino Giacchetto  |
|    | Italia (bandiera) | A     | Paolo Giuliana       |
|    | Italia (bandiera) | D     | Pietro Infantino     |

| N. |                   | Ruolo | Calciatore              |
| -- | ----------------- | ----- | ----------------------- |
|    | Italia (bandiera) | C     | Giovanni Italia         |
|    | Italia (bandiera) | C     | Orazio Laudani          |
|    | Italia (bandiera) | C     | Maurizio La Valle       |
|    | Italia (bandiera) | C     | Paolo Moncado           |
|    | Italia (bandiera) | C     | Mario Napoli            |
|    | Italia (bandiera) | C     | Roberto Noto            |
|    | Italia (bandiera) | C     | Roberto Orlando         |
|    | Italia (bandiera) | D     | Fortunato Policardi     |
|    | Italia (bandiera) | A     | Aldo Aurelio Prestianni |
|    | Italia (bandiera) | D     | Gaetano Schillaci       |
|    | Italia (bandiera) | D     | Renato Traina           |